# Снефру
Снефру (што значи учинити лепим) био је египатски фараон, познат и као Снеферу и Снофру (на грчком Сорис), Хорус-Небмаата први фараон четврте династије владао 2670—2620. године п. н. е.
За време владавине фараона Снефруа египћани су научили како да граде пирамиде са глатким странама. Почели су да увозе квалитетно дрво (кедар) из иностранства, слали су војне експедиције у Синај, Нубију и Либију.
Снефру је био ожењен са краљицом Хетеферес I, њихов син Куфу (Кеопс Хорус Меџедуом) саградио је једну од најпознатијих пирамида из периода Старог краљевства. Снефруова је мајка била краљица Мересанкх I, која је поменута заједно с њим на Камену из Палерма. Снефруов је отац био Хуни. Осим Кеопсу, Снефру је био отац Мерититес I и Хенутсен.
Египћани су се радо сећали овог златног периода своје историје, што се види у многим документима где се помиње фараон Снефру као добар и мудар владар.

## Снефруове пирамиде
Фараон Снефру је саградио три пирамиде:
- Јужна „закривљена“ Снеферуова пирамида у Дашуру
- Северна „Црвена пирамида“ у Дашуру
- Снеферуова пирамида у Меидуму

### Дахшур
Јужна „закривљена“ Снеферуова пирамида у Дашуру jединствена је по томе што је сачувала највећи део своје оплате од углачаног кречњака.
Ово подручје је вероватно најзначајније поље пирамида, изузев Гизе и Сакаре, иако је до 1966. налазиште било неприступачно јер се налазила у оквиру војне базе, па је због тога била готово непозната ван археолошких кругова.
Верује се да је јужна Снеферуова пирамида, општепозната као „закривљена пирамида“, први (или по неким рачунањима, други) покушај грађења пирамиде с глатким странама. Иако је то само делом успела, ипак привлачи пажњу и остаје једина пирамида која је сачувала велики део оригиналне кречњачке оплате и најбољи је пример светлосног ефекта који је био својствен свим пирамидама у њиховом првобитном стању.
Северна, Црвена пирамида, коју је на истом месту саградио фараон Снеферу, касније је успешно изграђена као прва права пирамида са глатким странама на свету. Иако је релативно непозната, Црвена пирамида је у ствари трећа по величини пирамида у Египту, после Кефренове и Куфуове (Кеопсове) пирамиде у Гизи.

### Меидум
Пирамида у Меидуму је једна од три које су саграђене за време владавине фараона Снеферуа, за коју неки верују да ју је започео фараонов отац и претходник Хуни. Неки археолози претпостављају да је пирамида у Меидуму могла бити први неуспели покушај изградње праве или пирамиде с глатким странама.
Пирамида се срушила још у древно доба, а данас стоје само централни делови њене степенасте основе, попут необичне куле, што је јединствен случај међу египатским пирамидама. Брдо на коме је пирамида смештена није природно настало, већ је то мала планина отпадака насталих када се одустало од спољне оплате.
Једна страна пирамиде у Меидуму се срушила и одсечена је око 2600. п. н. е, када је постављан њен спољни зид. Пирамида у Меидуму је права пирамида, тетраедар, док је Џосерова пирамида степенаста пирамида, направљена од назиданих правоугаоних мастаба. Код пирамиде у Меидуму, потпорни зидови нису проширени да прихвате значајнију оплату.
Ово додавање кречњачке оплате без продужене камене потпоре показало се фаталним, и велика хумка од шљунка може се видети крај пирамиде. Након ове несреће, градитељи су вероватно преиспитали метод градње.
Са јужне стране налазила се помоћна пирамида, за коју је утврђено да је имала посмртни храм и храм у долини, који је преко канала повезан са реком и чини најстарији комплекс овог типа, карактеристичан за Старо краљевство. Комплекс је обухватао храм у долини који није истражен, узлазни пут ограђен зидовима, посмртни храм. Са источне стране пирамиде била је мала грађевина наслоњена на ивицу, изграђена од кречњака. Унутар грађевине биле су постављене 2 стеле заобљеног врха без натписа.
Улаз у помоћну пирамиду је био са северне стране. Пролаз се потом спуштао око 50 метара до нивоа испод основе пирамиде, одакле је раван и води до вертикалног окна које се завршава погребном комором, на истом нивоу на коме је основа пирамиде.
У близини пирамиде откривена је некропола са мастабама од којих је најважнија двојна мастаба Рахотепа и Нофрете, где су откривене њихове седеће статуе.
Успех Џосерове пирамиде и неуспех пирамиде у Меидуму поставили су модел за касније пирамидалне грађевине у Египту.
Сматра се да је било рушења и за време градње „закривљене“ пирамиде у Дашуру (коју је такође градио Снеферу). Ово може бити промена у пројекту за време изградње касније грађевине. Око 50 метара изнад земље, угао стрмине нагло се мења. Неки стручњаци сматрају да су градитељи „закривљене“ пирамиде променили своју градитељску технику после неуспеха у Меидуму. Будући да нема забележених рушења пирамида изграђених после меидумске може се претпоставити да су иновације – и катастрофални резултати када оне нису поштоване – биле ефикасна лекција.